# ليفي هانسن
ليفي هانسن (بالإنجليزية: Levi Hanssen)‏ (24 فبراير 1988 في جزر فارو - ) هو لاعب كرة قدم نيوزلندي في مركز الوسط. شارك مع منتخب جزر فارو تحت 17 سنة لكرة القدم ومنتخب جزر فارو تحت 19 سنة لكرة القدم ومنتخب جزر فارو تحت 21 سنة لكرة القدم ومنتخب جزر فارو لكرة القدم. أما مع النوادي، فقد لعب مع بي36 توشهافن وستريمور وهافنار بولتفيلاغ وSkála ÍF ‏.

## وصلات خارجية
- ليفي هانسن على موقع الاتحاد الدولي (مؤرشف)  (الإنجليزية)
- ليفي هانسن على موقع قاعدة بيانات كرة القدم.إي يو (الإنجليزية)
- ليفي هانسن على موقع ناشيونال فوتبول تيمز (الإنجليزية)
- ليفي هانسن على موقع Soccerway.com (الإنجليزية)